# بن‌بست (ترانه)
«بن‌بست» تک‌آهنگی از هنرمند اهل ایالات متحده آمریکا، آناستازیا است که در ۲۶ اکتبر ۲۰۰۹ منتشر شد. این تک‌آهنگ در آلبوم Battling Giants قرار داشت.